# Kristen McFarland
Kristen McFarland (Powell, 27 april 1998) is een voetbalspeelster uit de Verenigde Staten van Amerika.
In de zomer van 2021 kwam ze over van Florida State University om voor sc Heerenveen in de Eredivisie te voetballen. Een half jaar later laat Heerenveen haar al weer gaan, nadat McFarland negen maal voor sc Heerenveen is uitgekomen.

## Statistieken
| Seizoen | Club          | Land      | Competitie         | Wedstrijden | Doelpunten |
| ------- | ------------- | --------- | ------------------ | ----------- | ---------- |
| 2021/22 | sc Heerenveen | Nederland | Vrouwen Eredivisie | 2           | 0          |
| Totaal  | Totaal        | Totaal    | Totaal             | 9           | 2          |

Laatste update: sep 2021
1 Resink ·
3 Meijer ·
4 Smits ·
5 Teijema ·
6 Schouwstra ·
8 De Haas ·
9 Maatman ·
10 Van Beijeren ·
11 Iedema ·
12 Appelmann ·
13 Van Rheenen ·
14 Van Vilsteren ·
15 Macleane ·
15 Brouwer ·
16 Nassette ·
17 Udink ·
18 Kerkhof ·
20 Stockmar ·
21 Maass ·
22 Thurkow ·
24 Werther ·
25 Zwart ·
25 Speek ·
30 Faber ·
32 Van der Velde ·
36 Biegbudu ·
38 Hiemstra ·
Coach: Tarvajärvi